# Benelli M4 Super 90

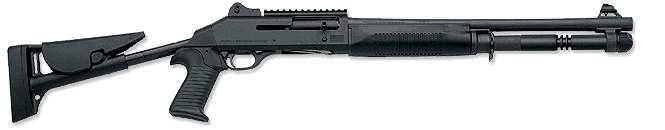
Escopeta M4 Super 90

Benelli M4 Super 90 este o pușcă semiautomată dezvoltată de italieni și fabricată de Benelli Armi S.P.A.

## Istorie
Pe data de 4 mai 1998, Centrul American de Cercetare, Dezvoltare și Inginerie a Armamentului (ARDEC) din New Jersey a solicitat propuneri pentru o nouă pușcă semiautomată de calibru gabarit 12 pentru servicile armatei americane. Ca răspuns, Benelli Armi SpA din Urbino, Italia au proiectat și construit pușca Benelli M4 Super 90 (M1014). În data de 4 august 1998, 4 exemple de M4 au fost livrate în Maryland la Aberdeen Proving Ground, iar dupa teste intense, M4 a zdrobit competiția. Primele exemplare au fost livrate infanteriei marine americane în 1999. În timpul testărilor, prototipul a fost numit XM1014, dar după ce l-au acceptat au tăiat X și a fost numit M1014.

## Proiectarea
M4 a fost prima pușcă acționată cu gaz produsă de Benelli. De asemenea pot fi reglate nivelurile puterii și ale lungimii. Aceasta utilizează cartușe RIM.

## Durabilitate
Testarea a demonstrat că M4 este o armă de valoare, cel puțin 25.000 focuri putând fi trase fără înlocuirea unor părți principale. Componentele metalului din care este făcută arma au proprietăți anticorosive având, air culoare aneagră reduce vizibilitatea în timpul operațiunilor de noapte. Pușca poate fi folosită în orice climat și suportă toate condițiile vremii.
Pușca este dotată cu șină ce acceptă lunetă, iluminatoare laser, vizor cu vedere de noapte și lanternă. Cei mai multe arme militare au structuri similare.

## Utilizare
- Australia
- Slovenia: folosită de forțele speciale
- Marea Britanie: sub denumirea L128A1
- America: United States Marine Corps (sub denumirea M1014) și Departamentul de poliție Los Angeles (LAPD)